# Speleomantes
Speleomantes – rodzaj płazów ogoniastych z podrodziny Plethodontinae w rodzinie bezpłucnikowatych (Plethodontidae).

## Zasięg występowania
Rodzaj obejmuje gatunki występujące na Sardynii, od centralnych po północno-zachodnie Włochy i w południowo-wschodniej Francji.

## Systematyka

### Etymologia
- Atylodes: etymologia nieznana. Gatunek typowy: Salamandra genei Schegel; nomen oblitum[4].
- Speleomantes: gr. σπηλαιον spēlaion „jaskinia”[8]; μαντις mantis, μαντεως manteōs „wieszcz, prorok”[9]. Opisany jako podrodzaj rodzaju Hydromantes.

### Podział systematyczny
Klasyfikowany przez część autorów nie jako odrębny rodzaj, lecz jako podrodzaj w obrębie rodzaju Hydromantes (np. Wake, Salvador i Alonso-Zarazaga, 2005). Do rodzaju należą następujące gatunki:
- Speleomantes ambrosii (Lanza, 1955) – jaskinnica zmienna
- Speleomantes flavus (Stefani, 1969) – jaskinnica żółta
- Speleomantes genei (Temminck & Schlegel, 1838) – jaskinnica sardyńska[11]
- Speleomantes imperialis (Stefani, 1969) – jaskinnica cesarska
- Speleomantes italicus (Dunn, 1923) – jaskinnica włoska[11]
- Speleomantes sarrabusensis Lanza, Leo, Forti, Cimmaruta, Caputo & Nascetti, 2001
- Speleomantes strinatii (Aellen, 1958) – jaskinnica francuska
- Speleomantes supramontis (Lanza, Nascetti & Bullini, 1986) – jaskinnica cętkowana